# Live Session (álbum de Ariely Bonatti)
Live Session é um EP da cantora brasileira Ariely Bonatti, lançado pela MK Music em 2017.
O álbum traz canções gravadas num live session da cantora produzido para divulgar as músicas do álbum Na Casa Tem Vida, de 2016, sendo todas as músicas originais deste disco.
A música "Tesouro Escondido" conta com a participação de Wilian Nascimento. As quatro canções, ainda, foram escritas exclusivamente por Ariely Bonatti, Lucas Ing, Tony Ricardo, Talita, Wellington e Anderson Freire.

## Faixas
| N° | Música            | Participação      | Composição                              |
| -- | ----------------- | ----------------- | --------------------------------------- |
| 1  | Tua Presença      |                   | Lucas Ing, Tony Ricardo                 |
| 2  | Na Casa Tem Vida  |                   | Talita, Wellington                      |
| 3  | Tesouro Escondido | Wilian Nascimento | Ariely Bonatti, Lucas Ing, Tony Ricardo |
| 4  | Referência        |                   | Anderson Freire                         |